# Scinax fuscomarginatus
A Scinax fuscomarginatus a kétéltűek (Amphibia) osztályának békák (Anura) rendjébe és a levelibéka-félék (Hylidae) családjába tartozó faj.

## Előfordulása
A faj Argentínában, Bolíviában, Brazíliában és Paraguayban él. Természetes élőhelye a szubtrópusi vagy trópusi száraz erdők, a szubtrópusi vagy trópusi nedves síkvidéki erdők, szavannák, szubtrópusi vagy trópusi nedves bozótosok, szubtrópusi vagy trópusi magashegyi nedves bozótosok,  szubtrópusi vagy trópusi időszakosan nedves vagy elárasztott rétek, időszakos édesvizű tavak, édesvizű mocsarak, kertek lepusztult erdők, időszakosan elárasztott művelt területek.